# Aenictus alticola
Aenictus alticola es una especie de hormiga guerrera del género Aenictus, familia Formicidae. Fue descrita científicamente por Wheeler en 1930.
Se distribuye por Asia: Filipinas.